# Anita Desai
Anita Desai es una escritora india de expresión inglesa, afincada en Estados Unidos. 
Anita Mazumdar nació en Mussoorie, al norte de Delhi, de padre bengalí y madre alemana. Cursó sus estudios secundarios y universitarios en Delhi, graduándose en literatura inglesa en 1957. Al año siguiente contrajo matrimonio con el empresario Ashvin Desai. Es madre de cuatro hijos, entre ellos la también escritora Kiran Desai. 
Comenzó su carrera literaria en 1963, con la novela Cry, the Peacock. Ha publicado varias novelas y colecciones de relatos breves, así como libros dirigidos al público infantil. En sus obras son temas recurrentes las tensiones en el seno familiar o la alienación de las mujeres indias de clase media. Sus novelas más recientes han explorado también otros temas, como el antisemitismo en Alemania (El Bombay de Baumgartner), la desaparición de las costumbres tradicionales o los estereotipos occidentales acerca de la India. 
Ha recibido públicas alabanzas de escritores como Salman Rushdie. Sus obras han sido traducidas a once lenguas. Tres de sus novelas (Clara luz del día, En custodia y Ayuno, festín) fueron finalistas, en 1980, 1984 y 1999, respectivamente, del prestigioso Premio Booker. En custodia fue llevada al cine en 1993 por James Ivory e Ismail Merchant, con guion de la autora.

## Obra
- 1963 - Cry, the Peacock
- 1965 - Voices in the City
- 1971 - Bye-Bye, Blackbird
- 1974 - The Peacock Garden
- 1975 - Where Shall We Go This Summer?
- 1976 - Cat on a Houseboat
- 1977 - Fire on the Mountain. Traducida al español: Fuego en la montaña. Traducción de María Corniero. Madrid, Horas y Horas, 1997.
- 1978 - Games at Twilight and Other Stories
- 1980 - Clear Light of Day. Traducido al español: Clara luz del día. Traducción de Gian Castelli. Madrid, Alianza, 2001.
- 1982 - Village by the Sea
- 1984 - In Custody. Traducido al español: En custodia. Traducción de Jesús Zulaika. Barcelona, Península, 1989.
- 1988 - Baumgartner's Bombay. Traducida al español: El Bombay de Baumgartner. Traducción de Gian Castelli. Madrid, Alianza, 2004.
- 1996 - Journey to Ithaca. Traducida al español: Viaje a Ítaca. Traducción de José Luis Fernández-Villanueva. Barcelona, Destino, 1997.
- 1999 - Fasting, Feasting. Traducida al español: Ayuno, festín. Traducción de Gian Castelli. Madrid, Alianza, 2000.
- 2000 - Diamond Dust. Traducida al español: Polvo de diamante y otros relatos. Traducción de Gian Castelli. Madrid, Alianza, 2002.
- 2004 - The Zigzag Way: A Novel